# Canton de Vesoul
 (janvier 2013).
Si vous disposez d'ouvrages ou d'articles de référence ou si vous connaissez des sites web de qualité traitant du thème abordé ici, merci de compléter l'article en donnant les références utiles à sa vérifiabilité et en les liant à la section « Notes et références ».
Pour les articles homonymes, voir Canton de Vesoul (homonymie).
Le Canton de Vesoul est une ancienne division administrative française située à Vesoul, dans le département de la Haute-Saône. Ce canton exista de 1793 à 1973.

## Histoire
En 1790 sont créés plusieurs cantons en France, celui de Vesoul apparaît en 1793. En 1973, il est découpé en deux avec le canton de Vesoul-Ouest et le canton de Vesoul-Est.

## Composition
En 1842, le canton de Vesoul comprenait 23 communes couvrant une surface d'environ 160 km2 et 17 114 habitants, sachant qu'à cette époque la ville de Vesoul comptait environ 6 788 habitants.

## Représentation

### Conseillers d'arrondissement (de 1833 à 1940)
Les conseils d'arrondissement ont été suspendus par la loi du 12 octobre 1940 et n'ont jamais été réactivés.
| Période                                  | Période      | Identité                                | Étiquette          | Qualité                                             |
| ---------------------------------------- | ------------ | --------------------------------------- | ------------------ | --------------------------------------------------- |
| 1833                                     | 1848         | Jean-Baptiste-Joseph Bouvier            |                    | Propriétaire à Vesoul                               |
|                                          |              |                                         |                    |                                                     |
| av.1890                                  |              | Eugène Nicolas Auguste Voisard          |                    | Adjoint au maire de Vesoul                          |
|                                          |              |                                         |                    |                                                     |
|                                          | 1902 (décès) | Claude Marie Stanislas Gury (1832-1902) |                    | Maire de Montigny-lès-Vesoul                        |
|                                          |              |                                         |                    |                                                     |
| 4 février 1923                           | 1925         | Anselme Pinot                           | Union républicaine | Trésorier de la société de secours mutuel de Vesoul |
| 1925                                     | 1931         | Marcel Gaussin                          | Rad.               | Conducteur des Ponts et Chaussées à Vesoul          |
| 1931                                     | 1940         | Émile Gebs                              | Rad.               | Négociant, maire d'Échenoz-la-Méline                |
| Les données manquantes sont à compléter. |              |                                         |                    |                                                     |

### Conseillers généraux de 1833 à 1973
| Période        | Période           | Identité                                              | Étiquette                | Qualité                                                                                                  |
| -------------- | ----------------- | ----------------------------------------------------- | ------------------------ | --- |
| 1833           | 1836 (décès)      | Nicolas Courcelle (1770-1836)                         |                          | Banquier à Vesoul Garde-magasin des vivres militaires                                                    |
| 1837           | 1871              | Marquis Jules Jacquot d'Andelarre                     | Tiers-Parti              | Ancien magistrat, avocat Maire d'Andelarre Député (1852-1870, 1871-1876)                                 |
| 1871           | 1892              | Charles-Jules-Emé Meillier                            | Républicain              | Avocat, Préfet de la Haute-Saône (1870), maire de Vesoul (1877-1892)                                     |
| 1892           | 1904              | Georges Doillon                                       | Rad.                     | Docteur en médecine Adjoint au Maire de Vesoul                                                           |
| 1904           | 1933 (décès)      | Paul Morel                                            | Gauche radicale Rad.ind. | Avocat, Maire de Vesoul (1908-1933) Sous-secrétaire d'Etat (1912 à 1925) Député (1909-1919 et 1924-1928) |
| 1934           | 1940              | Lucien Championnet                                    | Rad.ind.                 | Médecin à Vesoul Conseiller municipal                                                                    |
| 1940           | 1943              | Pas de conseillers généraux au cours de cette période |                          | |
| 1943           | 1945              | Paul Heymès (1874-1966)                               |                          | Employé au chemin de fer de l'Est Maire de Vesoul (1942-1944) Nommé conseiller départemental en 1943     |
| 1945           | 1951              | Robert Dépoulain                                      | PCF                      | Secrétaire-comptable, Vesoul Syndicaliste, Conseiller municipal                                          |
| 1951           | 1958              | Marcellin Carraud                                     | DVD                      | Notaire Président du Conseil Général (1956-1958) Conseiller municipal de Vesoul Sénateur (1958-1959)     |
| 8 février 1958 | 1958 (démission)  | Pierre Rénet                                          | Rad.                     | Ingénieur des Ponts à Vesoul Maire de Vesoul (1953-1977)                                                 |
| 1958           | 1961 (annulation) | Marcellin Carraud                                     | CNIP                     | Notaire - Sénateur (1958-1959)                                                                           |
| 19 mars 1961   | 1964              | François Karcher                                      | Rad.                     | Médecin à Vesoul Conseiller municipal                                                                    |
| 1964           | 1973              | Pierre Rénet                                          | Rad.                     | Maire de Vesoul (1953-1977) Élu en 1973 dans le Canton de Vesoul-Est                                     |